# Insulele Pacificului
Oceanul Pacific conține între 20.000 și 30.000 de insule. Dintre acestea, cele situate la sud de Tropicul Cancerului exclus Australia, sunt grupate în trei diviziuni: Melanezia, Micronezia și Polinezia. Insulele Pacificului sunt numite uneori Oceania.